# Whitesville (Virginia)
Whitesville es un lugar designado por el censo situado en el condado de Accomack, Virginia  (Estados Unidos). Según el censo de 2010 tenía una población de 219 habitantes.

## Demografía
Según el censo de 2010, Whitesville tenía una población en la que el 26,5% eran blancos; el 63,0% afroamericanos; el 0,4% eran indios americanos y nativos de Alaska; el 2,3% eran asiáticos; el 1,8% hawaianos y otros isleños del Pacífico; el 4,1% de otra raza, y el 2,3% a partir de dos o más razas. El 9,1% del total de la población eran hispanos o latinos de cualquier raza.